# Liste der polnischen Meister im Skispringen

Logo des Polnischen Skiverbands

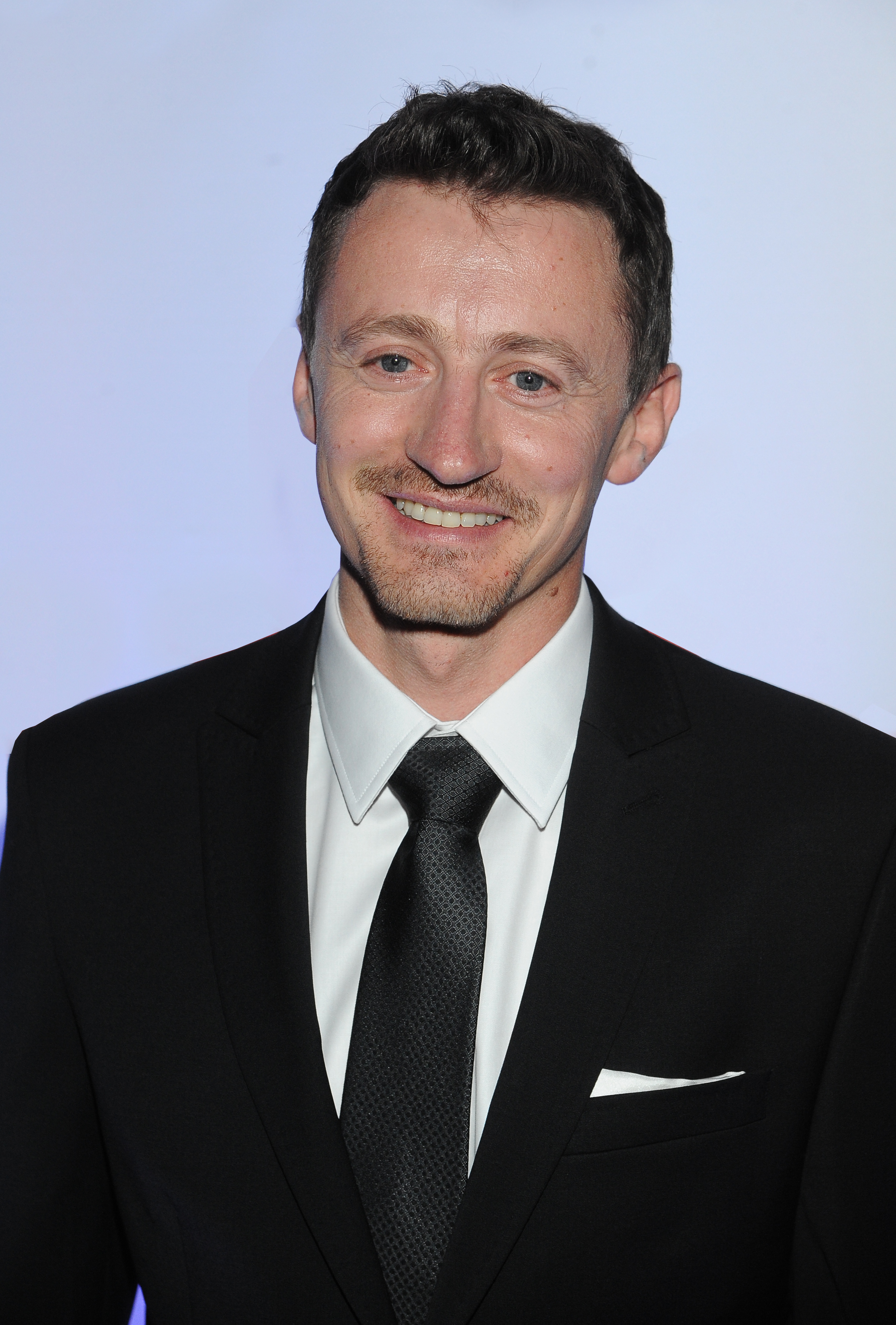
Rekordmeister Adam Małysz

Die Liste der polnischen Meister im Skispringen listet alle polnischen Meisterinnen und Meister im Skispringen auf.
Die ersten Meisterschaften fanden 1920 in Zakopane auf dem Berg Antałówka statt. Nachdem bis 1962 jedes Jahr ein Wettbewerb ausgetragen wurde, wurden die polnischen Meister ab 1962 sowohl von der Normalschanze (NS) als auch von der Großschanze (GS) ermittelt. Seit 2016 werden die Meisterschaften nur noch von der Großschanze und im Dezember veranstaltet. Mit 21 Titeln im Winter ist Adam Małysz Rekordmeister der Herren.
Seit Oktober 1996 werden zudem polnische Sommermeisterschaften auf mit Matten belegten Schanzen ausgerichtet. Auch im Sommer ist Adam Małysz mit 18 Einzeltiteln der erfolgreichste Athlet.
Seit 2014 finden auch polnische Sommermeisterschaften im Frauenskispringen statt, seit März 2016 auch im Winter. Bisher wurden diese Meisterschaften entweder von der Mittelschanze (MS) oder von der Normalschanze ausgetragen.

## Austragungsorte
Die Polnischen Meisterschaften im Skispringen finden inzwischen vorrangig in Zakopane, Wisła und Szczyrk auf vier Schanzenkomplexen statt. Darüber hinaus wurden Meisterschaften in den heute ukrainischen Städten Worochta und Slawsko, sowie in den polnischen Städten Karpacz, Krynica-Zdrój und Szklarska Poręba ausgetragen.

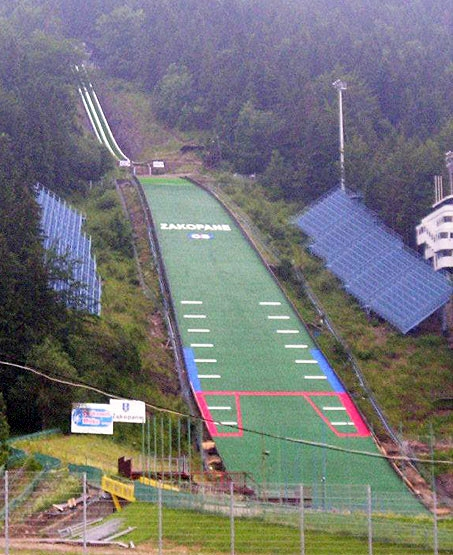
Wielka Krokiew in Zakopane (Großschanze)
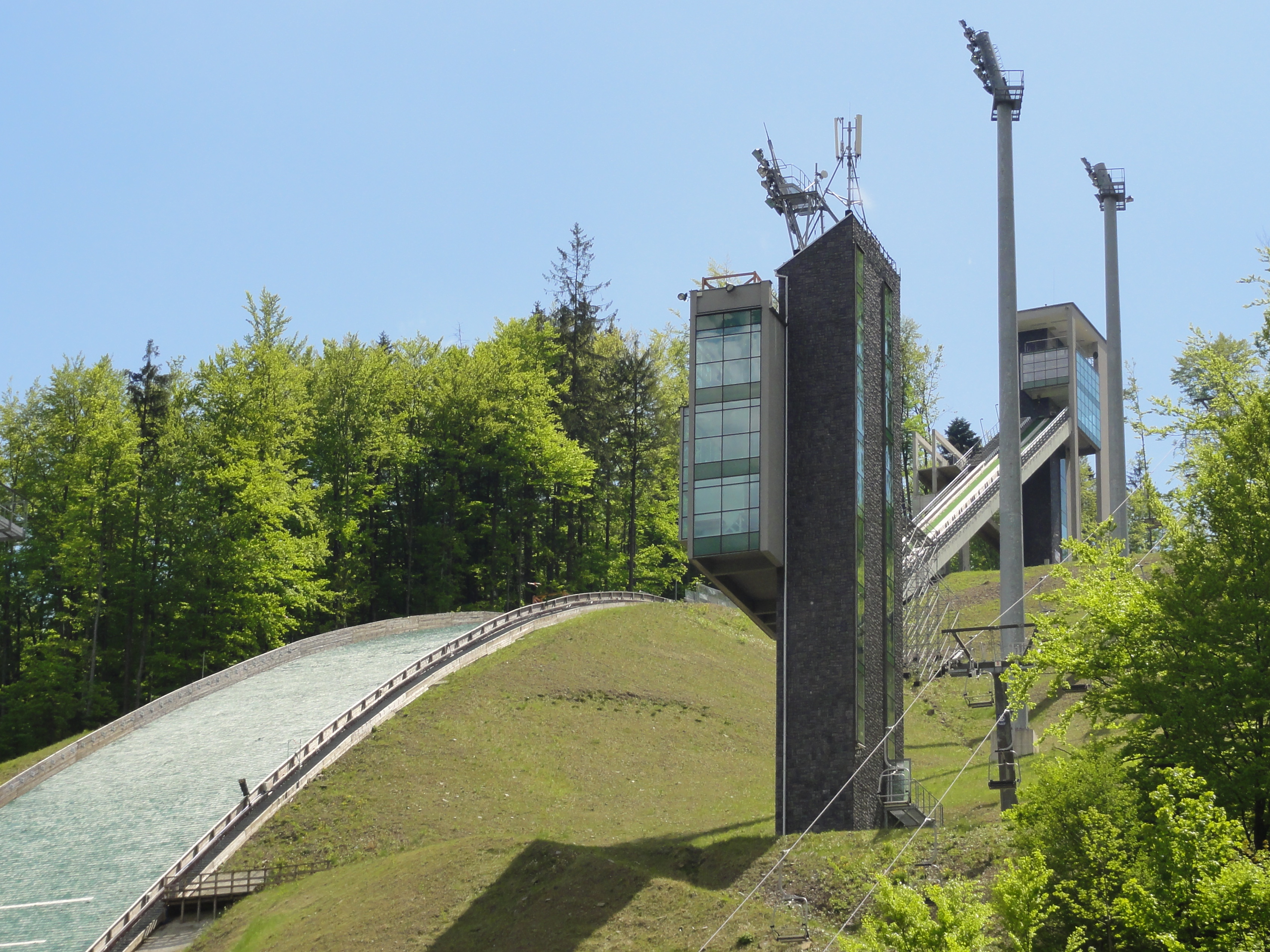
Malinka in Wisła (Großschanze)
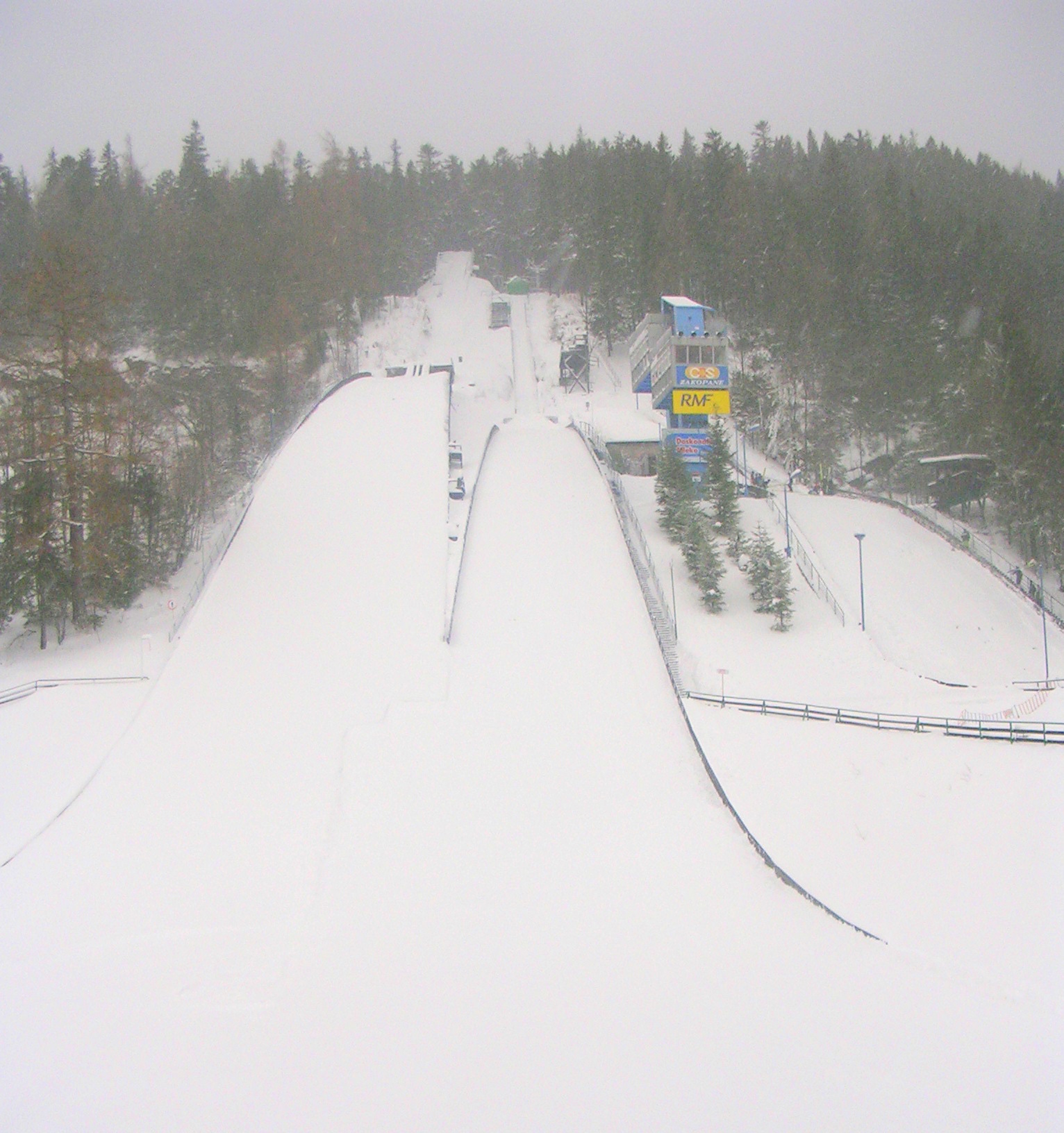
Średnia Krokiew in Zakopane (Normal- und Mittelschanze)
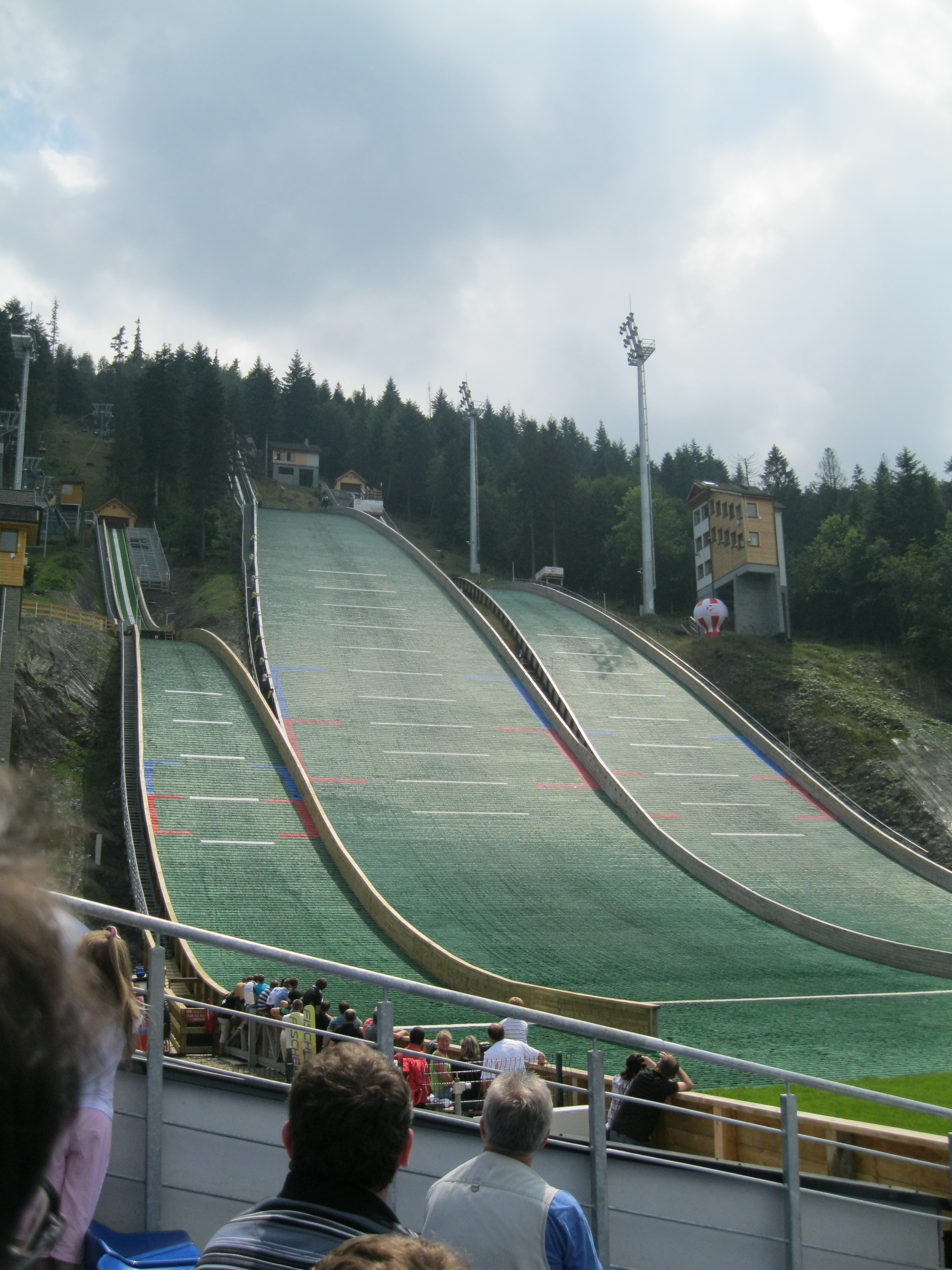
Skalite-Schanzen in Szczyrk (Normal- und Mittelschanze)

### Zakopane
Am häufigsten wurden polnische Meisterschaften in Zakopane ausgetragen. Die Stadt an der Tatra-Bergkette ist das größte Wintersportzentrum Polens und verfügt momentan über zwei Schanzenanlagen, auf denen auch internationale Wettbewerbe ausgetragen werden. So ist die Großschanze Wielka Krokiew, die nach Stanisław Marusarz benannt wurde, jährlich Teil des Weltcups und des Continental Cups. Seit der Modernisierung in den Jahren 2016/17 liegt die Schanzengröße (Hillsize) bei 140 Metern. Darüber hinaus verfügt der Schanzenkomplex Średnia Krokiew über eine Normalschanze, die nach Bronisław Czech benannt wurde, und eine Mittelschanze (Mała Krokiew). Der Schanzenkomplex steht vor einer umfassenden Modernisierung, der eine Austragung der Weltmeisterschaften in Zakopane möglich machen soll. Momentan liegt die Hillsize der Normalschanze bei 94 Metern sowie bei 72 Metern bei der Mittelschanze.
Zakopane war der Austragungsort der ersten Meisterschaft. Damals wurde auf dem Berg Antałówka ad hoc eine Anlage errichtet, um ein Springen zu ermöglichen. Die größte Sprungweite war 14 Meter. Darüber hinaus wurden im Tal Dolina Jaworzynki zwei Wettkämpfe abgehalten. Die Schanze war die erste in Zakopane, wurde aber 1930 abgerissen. Zudem wurde eine Meisterschaft im Tal Dolina Kondratowa auf der Hala Kondratowa ausgetragen.

### Wisła
Das zweite Wintersportzentrum befindet sich in Wisła. Die Skisprungschanze Malinka wurde 1933 gebaut und hat seit dem aktuellsten Umbau zwischen 2004 und 2008 eine Schanzengröße von 134 Metern. Mit der Einweihung im Rahmen der polnischen Meisterschaften Ende September 2008 wurde die neue Malinka nach Adam Małysz benannt. Seitdem im Januar 2013 das erste Weltcupspringen auf der Malinka ausgetragen wurde, ist die Großschanze fester Bestandteil des Weltcups.
Die ersten Meisterschaften in Wisła wurden 1931 auf der Łabajów ausgetragen. 2017 wurde beschlossen, die Anlage aus finanziellen und Sicherheitsgründen abzureißen. Die Hillsize lag bei 71 Metern.

### Szczyrk
Der Austragungsort Szczyrk in den Karpaten wird momentan vor allem bei den Frauenmeisterschaften verwendet. Zur Anlage der Skalite-Schanzen gehören eine Mittelschanze (HS 77) und eine Normalschanze (HS 106). Die Schanzen können mit Matten belegt werden und eignen sich so für Sommer-Wettbewerbe. Die Normalschanze war Teil der Beskiden-Tour, die im Rahmen des Continental Cups im Sommer veranstaltet wurde. Darüber hinaus wurden in Szczyrk auf der Salmopol 1989 und 1995 Meisterschaften ausgetragen. Die Schanze, die nach Zdzisław Hryniewiecki benannt wurde, hatte ihren Konstruktionspunkt bei 85 Metern und wurde 2000 abgerissen.

## Männer

### Meisterschaften 1920–1961
Zwischen 1920 und 1961 wurden insgesamt 36 Meisterschaften ausgetragen. Der herausragendste Athlet war dabei Stanisław Marusarz, dessen Rekord von elf Titeln erst 1987 durch Piotr Fijas eingestellt und schließlich übertrumpft werden sollte. Marusarz war dabei nur einer von vielen Athleten, der aus Zakopane stammte. Diese Dominanz ist auch auf die vielfachen Trainingsmöglichkeiten zurückzuführen, die die Stadt am Tatragebirge zu bieten hatte. Zakopane war in diesem Zeitraum insgesamt 23 Mal Austragungsort der polnischen Meisterschaften, davon wurde 18 Mal auf der Wielka Krokiew gesprungen. Zwischen 1940 und 1945 fanden aufgrund des Zweiten Weltkrieges und der deutschen Besetzung Polens keine nationalen Wettbewerbe statt.
| Jahr      | Austragungsort    | Schanze           | Meister                                   | Zweiter                    | Dritter                                  |
| --------- | ----------------- | ----------------- | ----------------------------------------- | -------------------------- | ---------------------------------------- |
| 1920      | Zakopane          | Antałówka         | Leszek Pawłowski                          | Franciszek Bujak           | Roman Łuszczyński                        |
| 1921      | Zakopane          | Dolina Jaworzynki | Aleksander Rozmus                         | Leszek Pawłowski           | Franciszek Bujak                         |
| 1922      | Worochta          | Worochta          | Aleksander Rozmus                         | Andrzej Krzeptowski        | Eugeniusz Kaliciński                     |
| 1923      | Slawsko           | Kiczerka          | Andrzej Krzeptowski                       | Aleksander Rozmus          | Henryk Mückenbrunn                       |
| 1924      | Krynica           | Krzyżowa          | Henryk Mückenbrunn                        | Tadeusz Zaydel             | Andrzej Krzeptowski II                   |
| 1925      | Krynica           | Krzyżowa          | Henryk Mückenbrunn                        | Aleksander Rozmus          | Szczepan Witkowski                       |
| 1926 1    | Zakopane          | Dolina Jaworzynki | Andrzej Krzeptowski                       | Henryk Mückenbrunn         | Józef Bujak                              |
| 1927 1    | Zakopane          | Wielka Krokiew    | Józef Lankosz                             | Władysław Żytkowicz        | Andrzej Krzeptowski                      |
| 1928      | Zakopane          | Wielka Krokiew    | Bronisław Czech                           | Aleksander Rozmus          | Władysław Żytkowicz                      |
| 1929      | Zakopane          | Wielka Krokiew    | Bronisław Czech                           | Franciszek Cukier          | Władysław Mietelski                      |
| 1930      | Zakopane          | Wielka Krokiew    | Franciszek Cukier                         | Aleksander Rozmus          | Leopold Gajduschek                       |
| 1931      | Wisła             | Łabajów           | Bronisław Czech                           | Stanisław Marusarz         | Andrzej Marusarz Karol Gąsienica-Szostak |
| 1932      | Zakopane          | Wielka Krokiew    | Stanisław Marusarz                        | Izydor Gąsienica-Łuszczek  | Wojciech Gąsienica-Marcinowski           |
| 1933      | Zakopane          | Wielka Krokiew    | Stanisław Marusarz                        | Piotr Kolesar              | Franciszek Gut-Szczerba                  |
| 1934      | Zakopane          | Wielka Krokiew    | Bronisław Czech                           | Józef Bursa                | Jan Legierski                            |
| 1935      | Zakopane          | Wielka Krokiew    | Stanisław Marusarz                        | Andrzej Marusarz           | Marian Woyna-Orlewicz                    |
| 1936      | Zakopane          | Hala Kondratowa   | Stanisław Marusarz                        | Bronisław Czech            | Stanisław Giewont                        |
| 1937      | Wisła             | Łabajów           | Stanisław Marusarz                        | Bronisław Czech            | Piotr Kolesar                            |
| 1938      | Zakopane          | Wielka Krokiew    | Andrzej Marusarz                          | Marian Zając               | Stanisław Czarniak                       |
| 1939      | Zakopane          | Wielka Krokiew    | Stanisław Marusarz                        | Jan Kula                   | Andrzej Marusarz                         |
| 1940–1945 | nicht ausgetragen | nicht ausgetragen | nicht ausgetragen                         | nicht ausgetragen          |                                          |
| 1946      | Zakopane          | Wielka Krokiew    | Stanisław Marusarz                        | Mieczysław Gąsienica Samek | Tadeusz Kozak                            |
| 1947      | Zakopane          | Wielka Krokiew    | Jan Kula                                  | Józef Daniel Krzeptowski   | Jerzy Schindler                          |
| 1948      | Karpacz           | Orlinek           | Stanisław Marusarz                        | Jan Kula                   | Mieczysław Gąsienica Samek               |
| 1949      | Szczyrk           | Skalite           | Stanisław Marusarz                        | Leopold Tajner             | Jan Kula                                 |
| 1950      | Zakopane          | Wielka Krokiew    | Jan Kula                                  | Józef Daniel Krzeptowski   | Tadeusz Kozak                            |
| 1951      | Zakopane          | Wielka Krokiew    | Stanisław Marusarz                        | Antoni Wieczorek           | Leopold Tajner                           |
| 1952      | Zakopane          | Wielka Krokiew    | Stanisław Marusarz                        | Jakub Węgrzynkiewicz       | Jan Kula                                 |
| 1953      | Szczyrk           | Skalite           | Aleksander Kowalski                       | Antoni Wieczorek Jan Kula  | –                                        |
| 1954      | Wisła             | Malinka           | Antoni Wieczorek                          | Jan Kula                   | Jakub Węgrzynkiewicz                     |
| 1955      | Zakopane          | Wielka Krokiew    | Andrzej Gąsienica Daniel Antoni Wieczorek | –                          | Stanisław Marusarz                       |
| 1956      | Szklarska Poręba  | Owcze Skały       | Władysław Tajner                          | Roman Gąsienica-Sieczka    | Aleksander Kowalski                      |
| 1957      | Zakopane          | Wielka Krokiew    | Władysław Tajner                          | Franciszek Gąsienica Groń  | Roman Gąsienica-Sieczka                  |
| 1958      | Wisła             | Malinka           | Władysław Tajner                          | Antoni Wieczorek           | Andrzej Gąsienica Daniel                 |
| 1959      | Zakopane          | Wielka Krokiew    | Zdzisław Hryniewiecki                     | Jan Furman                 | Władysław Tajner                         |
| 1960      | Zakopane          | Średnia Krokiew   | Józef Gąsienica-Bryjak                    | Gustaw Bujok               | Władysław Tajner                         |
| 1961      | Wisła             | Malinka           | Józef Gąsienica-Bryjak                    | Antoni Wieczorek           | Ryszard Witke                            |

### Wintermeisterschaften (seit 1962)
Seit 1962 fanden 144 Winterwettkämpfe statt, wobei 33 davon Teamspringen waren. Es wurden 62 Einzelwettbewerbe von der Großschanze sowie 49 von der Normalschanze durchgeführt. Neben Zakopane etablierten sich die Städte Wisła und Szczyrk als Austragungsorte. Zu Beginn dieser Periode dominierten Springer wie Józef Przybyła, Stanisław Bobak oder Piotr Fijas, bevor Adam Małysz mit seinen 21 Meistertiteln im Einzel sowie acht Teammeisterschaften für seinen Verein KS Wisła Ustronianka unangefochtener Rekordmeister wurde.
Stand: 11. Januar 2025
| Jahr  | Austragungsort | Schanze             | Meister                                                                                 | Zweiter                                                                                           | Dritter                                                                                          |
| ----- | -------------- | ------------------- | --------------------------------------------------------------------------------------- | ------------------------------------------------------------------------------------------------- | ------------------------------------------------------------------------------------------------ |
| 1962  | Zakopane       | Średnia Krokiew, NS | Piotr Wala                                                                              | Ryszard Witke                                                                                     | Józef Gąsienica-Bryjak                                                                           |
| 1962  | Zakopane       | Wielka Krokiew, GS  | Piotr Wala                                                                              | Andrzej Kocyan                                                                                    | Stefan Przybyła                                                                                  |
| 1963  | Zakopane       | Średnia Krokiew, NS | Ryszard Witke Antoni Łaciak                                                             | –                                                                                                 | Andrzej Sztolf                                                                                   |
| 1963  | Zakopane       | Wielka Krokiew, GS  | Piotr Wala                                                                              | Antoni Łaciak                                                                                     | Jan Pezda                                                                                        |
| 1964  | Wisła          | Malinka, NS         | Józef Przybyła                                                                          | Józef Kocyan                                                                                      | Piotr Wala                                                                                       |
| 1964  | Zakopane       | Wielka Krokiew, GS  | Józef Przybyła                                                                          | Piotr Wala                                                                                        | Ryszard Witke                                                                                    |
| 1965  | Zakopane       | Średnia Krokiew, NS | Andrzej Sztolf                                                                          | Józef Kocyan                                                                                      | Piotr Wala                                                                                       |
| 1965  | Zakopane       | Wielka Krokiew, GS  | Andrzej Sztolf                                                                          | Józef Przybyła                                                                                    | Ryszard Witke                                                                                    |
| 1966  | Wisła          | Malinka, NS         | Józef Przybyła                                                                          | Piotr Wala                                                                                        | Stanisław Murzyniak                                                                              |
| 1966  | Zakopane       | Wielka Krokiew, GS  | Józef Przybyła                                                                          | Józef Kocyan                                                                                      | Piotr Wala                                                                                       |
| 1967  | Zakopane       | Średnia Krokiew, NS | Józef Przybyła                                                                          | Piotr Wala                                                                                        | Józef Kocyan                                                                                     |
| 1967  | Zakopane       | Wielka Krokiew, GS  | Erwin Fiedor                                                                            | Andrzej Sztolf                                                                                    | Józef Przybyła                                                                                   |
| 1968  | Szczyrk        | Skalite, NS         | Erwin Fiedor                                                                            | Józef Przybyła                                                                                    | Jan Kawulok                                                                                      |
| 1968  | Wisła          | Malinka, GS         | Erwin Fiedor                                                                            | Andrzej Sztolf                                                                                    | Józef Kocyan                                                                                     |
| 1969  | Zakopane       | Średnia Krokiew, NS | Józef Przybyła                                                                          | Jan Bieniek                                                                                       | Józef Gąsienica Daniel                                                                           |
| 1969  | Zakopane       | Wielka Krokiew, GS  | Tadeusz Pawlusiak                                                                       | Józef Przybyła Józef Gąsienica Daniel                                                             | –                                                                                                |
| 1970  | Zakopane       | Średnia Krokiew, NS | Stanisław Gąsienica Daniel                                                              | Tadeusz Pawlusiak                                                                                 | Adam Krzysztofiak                                                                                |
| 1970  | Wisła          | Malinka, GS         | Stanisław Gąsienica Daniel                                                              | Stanisław Murzyniak                                                                               | Erwin Fiedor                                                                                     |
| 1971  | Szczyrk        | Skalite, NS         | Jan Kawulok                                                                             | Stanisław Gąsienica Daniel                                                                        | Ryszard Witke                                                                                    |
| 1971  | Wisła          | Malinka, GS         | Adam Krzysztofiak                                                                       | Tadeusz Pawlusiak                                                                                 | Józef Przybyła                                                                                   |
| 1972  | Zakopane       | Średnia Krokiew, NS | Adam Krzysztofiak                                                                       | Stanisław Gąsienica Daniel                                                                        | Tadeusz Pawlusiak                                                                                |
| 1972  | Zakopane       | Wielka Krokiew, GS  | Wojciech Fortuna                                                                        | Stanisław Gąsienica Daniel                                                                        | Adam Krzysztofiak                                                                                |
| 1973  | Szczyrk        | Skalite, NS         | Tadeusz Pawlusiak                                                                       | Stanisław Gąsienica Daniel                                                                        | Adam Krzysztofiak                                                                                |
| 1973  | Wisła          | Malinka, GS         | Czesław Janik                                                                           | Tadeusz Pawlusiak                                                                                 | Wojciech Fortuna                                                                                 |
| 1974  | Zakopane       | Średnia Krokiew, NS | Adam Krzysztofiak                                                                       | Tadeusz Pawlusiak                                                                                 | Wojciech Fortuna                                                                                 |
| 1974  | Zakopane       | Wielka Krokiew, GS  | Stanisław Bobak                                                                         | Kazimierz Długopolski                                                                             | Tadeusz Pawlusiak                                                                                |
| 1975  | Szczyrk        | Skalite, NS         | Adam Krzysztofiak                                                                       | Stanisław Bobak                                                                                   | Aleksander Stołowski                                                                             |
| 1975  | Zakopane       | Wielka Krokiew, GS  | Stanisław Bobak                                                                         | Adam Krzysztofiak                                                                                 | Aleksander Stołowski                                                                             |
| 1976  | Zakopane       | Średnia Krokiew, NS | Stanisław Bobak                                                                         | Stefan Hula                                                                                       | Marek Pach                                                                                       |
| 1976  | Zakopane       | Wielka Krokiew, GS  | Marek Pach                                                                              | Stanisław Bobak                                                                                   | Tadeusz Pawlusiak                                                                                |
| 1977  | Szczyrk        | Skalite, NS         | Janusz Waluś                                                                            | Stanisław Bobak                                                                                   | Tadeusz Pawlusiak                                                                                |
| 1977  | Wisła          | Malinka, GS         | Stanisław Bobak                                                                         | Tadeusz Pawlusiak                                                                                 | Janusz Waluś                                                                                     |
| 1978  | Zakopane       | Średnia Krokiew, NS | Stanisław Bobak                                                                         | Stanisław Kawulok                                                                                 | Kazimierz Długopolski                                                                            |
| 1978  | Zakopane       | Wielka Krokiew, GS  | Kazimierz Długopolski                                                                   | Tadeusz Pawlusiak                                                                                 | Stanisław Kawulok                                                                                |
| 1979  | Zakopane       | Średnia Krokiew, NS | Stanisław Bobak                                                                         | Stanisław Kawulok                                                                                 | Kazimierz Długopolski                                                                            |
| 1979  | Zakopane       | Wielka Krokiew, GS  | Piotr Fijas                                                                             | Stanisław Bobak                                                                                   | Kazimierz Długopolski                                                                            |
| 1980  | Szczyrk        | Skalite, NS         | Piotr Fijas                                                                             | Stanisław Bobak                                                                                   | Stanisław Pawlusiak                                                                              |
| 1980  | Wisła          | Malinka, GS         | Stanisław Pawlusiak                                                                     | Piotr Fijas                                                                                       | Stanisław Bobak                                                                                  |
| 1981  | Zakopane       | Średnia Krokiew, NS | Stanisław Bobak                                                                         | Jan Łoniewski                                                                                     | Józef Pawlusiak                                                                                  |
| 1981  | Zakopane       | Wielka Krokiew, GS  | Stanisław Bobak                                                                         | Piotr Fijas                                                                                       | Tadeusz Bafia                                                                                    |
| 1982  | Zakopane       | Średnia Krokiew, NS | Jan Łoniewski                                                                           | Janusz Duda                                                                                       | Józef Pawlusiak                                                                                  |
| 1982  | Zakopane       | Wielka Krokiew, GS  | Piotr Fijas                                                                             | Jan Łoniewski                                                                                     | Józef Pawlusiak                                                                                  |
| 1982  | Zakopane       | Wielka Krokiew, GS  | WKS ZakopaneJan Łoniewski Tadeusz Fijas Jarosław Mądry Andrzej Kowalski                 | Wisła-Gwardia ZakopaneJerzy Walkosz Karol Kołtaś Janusz Duda Tadeusz Bafia                        | Olimpia GoleszówJózef Pluskota Tadeusz Duława Mirosław Pytel Henryk Tajner                       |
| 1983  | Zakopane       | Średnia Krokiew, NS | Janusz Duda                                                                             | Piotr Fijas                                                                                       | Tadeusz Fijas                                                                                    |
| 1983  | Wisła          | Malinka, GS         | Piotr Fijas                                                                             | Tadeusz Fijas                                                                                     | Jan Łoniewski                                                                                    |
| 1983  | Zakopane       | Wielka Krokiew, GS  | BBTS Włókniarz Bielsko-BiałaJanusz Waluś Piotr Fijas Wojciech Gruszecki Józef Pawlusiak | Olimpia GoleszówHenryk Tajner Tadeusz Fijas Stanisław Kawulok Tadeusz Duława                      | WKS ZakopaneMirosław Pytel Andrzej Kowalski Zbigniew Malik Jan Łoniewski                         |
| 1984  | Zakopane       | Średnia Krokiew, NS | Piotr Fijas                                                                             | Bogdan Zwijacz                                                                                    | Janusz Duda                                                                                      |
| 1984  | Zakopane       | Wielka Krokiew, GS  | Piotr Fijas                                                                             | Tadeusz Fijas                                                                                     | Jarosław Węgrzynkiewicz                                                                          |
| 1984  | Zakopane       | Wielka Krokiew, GS  | WKS ZakopaneJan Kowal Jarosław Mądry Mirosław Pytel Zbigniew Klimowski                  | Olimpia GoleszówHenryk Tajner Tadeusz Fijas Józef Pluskota Jan Łoniewski                          | LKS Skrzyczne SzczyrkZbigniew Malik Janusz Malik Zenon Węgrzynkiewicz Jarosław Węgrzynkiewicz    |
| 1985  | Szczyrk        | Skalite, NS         | Piotr Fijas                                                                             | Zbigniew Malik                                                                                    | Jan Kowal                                                                                        |
| 1985  | Wisła          | Malinka, GS         | Piotr Fijas                                                                             | Tadeusz Fijas                                                                                     | Bogdan Zwijacz                                                                                   |
| 1985  | Wisła          | Malinka, GS         | Wisła-Gwardia ZakopaneRyszard Guńka Tadeusz Bafia Janusz Duda Bogdan Zwijacz            | WKS ZakopaneAndrzej Matyga Zbigniew Klimowski Józef Pluskota Jan Kowal                            | LKS Skrzyczne SzczyrkZbigniew Malik Kazimierz Malik Zenon Węgrzynkiewicz Jarosław Węgrzynkiewicz |
| 1986  | Zakopane       | Średnia Krokiew, NS | Piotr Fijas                                                                             | Jan Kowal                                                                                         | Zbigniew Malik                                                                                   |
| 1986  | Zakopane       | Wielka Krokiew, GS  | Piotr Fijas                                                                             | Jan Kowal                                                                                         | Józef Pluskota                                                                                   |
| 1986  | Zakopane       | Wielka Krokiew, GS  | WKS Zakopane IIJan Kowal Zbigniew Klimowski Józef Pluskota Zbigniew Bobak               | LKS Skrzyczne Szczyrk IIZenon Węgrzynkiewicz Jarosław Węgrzynkiewicz Zbigniew Malik Alojzy Moskal | Olimpia GoleszówMirosław Pytel Jan Łoniewski Tadeusz Fijas –                                     |
| 1987  | Szczyrk        | Skalite, NS         | Piotr Fijas                                                                             | Jan Kowal                                                                                         | Zbigniew Klimowski                                                                               |
| 1987  | Wisła          | Malinka, GS         | Piotr Fijas                                                                             | Jan Kowal                                                                                         | Zbigniew Klimowski                                                                               |
| 1987  | Wisła          | Malinka, GS         | WKS ZakopaneJan Kowal Zbigniew Klimowski Jarosław Mądry Andrzej Gawlak                  | Wisła – Gwardia ZakopaneRyszard Guńka Bogdan Papierz Janusz Duda Karol Kołtaś                     | Olimpia GoleszówJan Łoniewski Tadeusz Fijas Józef Pluskota Dariusz Możdzeń                       |
| 1988  | Zakopane       | Średnia Krokiew, NS | Jan Kowal                                                                               | Zbigniew Klimowski                                                                                | Piotr Fijas                                                                                      |
| 1988  | Zakopane       | Wielka Krokiew, GS  | Piotr Fijas                                                                             | Jan Kowal                                                                                         | Zbigniew Klimowski                                                                               |
| 1988  | Zakopane       | Wielka Krokiew, GS  | WKS ZakopaneJan Kowal Zbigniew Klimowski Jarosław Mądry Andrzej Gawlak                  | Wisła – Gwardia ZakopaneJanusz Duda Tadeusz Bafia Bogdan Papierz Ryszard Guńka                    | BBTS Włókniarz Bielsko-BiałaJarosław Kargul Sławomir Socała Adam Leksander Piotr Fijas           |
| 1989  | Szczyrk        | Salmopol, NS        | Jan Kowal                                                                               | Bogdan Papierz                                                                                    | Zbigniew Klimowski                                                                               |
| 1989  | Wisła          | Malinka, GS         | Jan Kowal                                                                               | Jarosław Mądry                                                                                    | Bogdan Papierz                                                                                   |
| 1989  | Wisła          | Malinka, GS         | WKS ZakopaneJan Kowal Zbigniew Klimowski Jarosław Mądry –                               | Wisła – Gwardia ZakopaneBogdan Papierz Ryszard Guńka Stanisław Ustupski Roman Groński             | LKS Skrzyczne SzczyrkZenon Węgrzynkiewicz Jarosław Węgrzynkiewicz Andrzej Malik Alojzy Moskal    |
| 1990  | Zakopane       | Średnia Krokiew, NS | Jan Kowal                                                                               | Zbigniew Klimowski                                                                                | Robert Witke                                                                                     |
| 1990  | Zakopane       | Wielka Krokiew, GS  | Jarosław Mądry                                                                          | Alojzy Moskal                                                                                     | Andrzej Malik                                                                                    |
| 1990  | Zakopane       | Średnia Krokiew, NS | LKS Skrzyczne SzczyrkZbigniew Malik Wacław Przybyła Robert Witke Andrzej Malik          | WKS ZakopaneJan Kowal Zbigniew Klimowski Jarosław Mądry Alojzy Moskal                             | Wisła – Gwardia ZakopaneBogdan Papierz Roman Groński Stanisław Kułach Andrzej Łukanus            |
| 1991  | Szczyrk        | Skalite, NS         | Jan Kowal                                                                               | Bogdan Papierz                                                                                    | Alojzy Moskal                                                                                    |
| 1991  | Zakopane       | Wielka Krokiew, GS  | Jan Kowal                                                                               | Zbigniew Klimowski                                                                                | Alojzy Moskal                                                                                    |
| 1991  | Szczyrk        | Skalite, NS         | WKS ZakopaneJan Kowal Zbigniew Klimowski Jarosław Mądry                                 | Wisła – Gwardia ZakopaneBogdan Papierz Stanisław Ustupski Robert Mateja                           | LKS Skrzyczne SzczyrkAlojzy Moskal Wacław Przybyła Andrzej Malik                                 |
| 1992  | Zakopane       | Średnia Krokiew, NS | Zbigniew Klimowski                                                                      | Jan Kowal                                                                                         | Robert Zygmuntowicz                                                                              |
| 1992  | Zakopane       | Wielka Krokiew, GS  | Jan Kowal                                                                               | Zbigniew Klimowski                                                                                | Stanisław Styrczula                                                                              |
| 1992  | Zakopane       | Średnia Krokiew, NS | WKS ZakopaneJan Kowal Zbigniew Klimowski Bartłomiej Gąsienica-Sieczka Krzysztof Rams    | TS Wisła ZakopaneStanisław Ustupski Roman Groński Bogdan Papierz Robert Mateja                    | LKS Skrzyczne SzczyrkAlojzy Moskal Dariusz Kubaszek Wacław Przybyła Marek Tucznio                |
| 1993  | Szczyrk        | Skalite, NS         | Robert Zygmuntowicz                                                                     | Jan Kowal                                                                                         | Stefan Habas                                                                                     |
| 1993  | Zakopane       | Wielka Krokiew, GS  | Bartłomiej Gąsienica-Sieczka                                                            | Jan Kowal                                                                                         | Robert Mateja                                                                                    |
| 1993  | Szczyrk        | Skalite, NS         | WKS ZakopaneZbigniew Klimowski Jan Kowal Jarosław Mądry Bartłomiej Gąsienica-Sieczka    | TS Wisła ZakopaneStanisław Styrczula Robert Mateja Robert Zygmuntowicz Andrzej Młynarczyk         | LKS Klimczok BystraŁukasz Kruczek Krzysztof Hernas Wacław Przybyła Adam Kudzia                   |
| 1994  | Zakopane       | Średnia Krokiew, NS | Adam Małysz                                                                             | Stanisław Ustupski                                                                                | Andrzej Młynarczyk                                                                               |
| 1994  | Zakopane       | Wielka Krokiew, GS  | Wojciech Skupień                                                                        | Adam Małysz                                                                                       | Stanisław Ustupski                                                                               |
| 1994  | Zakopane       | Średnia Krokiew, NS | TS Wisła Zakopane IRobert Mateja Robert Zygmuntowicz Andrzej Młynarczyk                 | TS Wisła Zakopane IIWładysław Styrczula Stanisław Styrczula Stanisław Ustupski                    | Wisła UstroniankaAdam Małysz Aleksander Bojda Mariusz Wantulok                                   |
| 1995  | Szczyrk        | Salmopol, NS        | Wojciech Skupień                                                                        | Adam Małysz                                                                                       | Robert Mateja                                                                                    |
| 1995  | Zakopane       | Wielka Krokiew, GS  | Adam Małysz                                                                             | Wojciech Skupień                                                                                  | Robert Mateja                                                                                    |
| 1995  | Szczyrk        | Salmopol, NS        | Wisła UstroniankaAdam Małysz Aleksander Bojda Mariusz Wantulok                          | WKS ZakopaneStefan Habas Władysław Styrczula Bartłomiej Gąsienica-Sieczka                         | BBTS Włókniarz Bielsko-BiałaMarek Gwóźdź Mirosław Grzybowski Jacek Pawlak                        |
| 1996  | Zakopane       | Średnia Krokiew, NS | Wojciech Skupień                                                                        | Adam Małysz                                                                                       | Aleksander Bojda                                                                                 |
| 1996  | Zakopane       | Wielka Krokiew, GS  | Adam Małysz                                                                             | Wojciech Skupień                                                                                  | Robert Mateja                                                                                    |
| 1996  | Zakopane       | Średnia Krokiew, NS | Start Krokiew ZakopaneWojciech Skupień Krystian Długopolski Marcin Sitarz               | Wisła UstroniankaAdam Małysz Aleksander Bojda Mariusz Wantulok                                    | TS Wisła ZakopaneKazimierz Bafia Andrzej Młynarczyk Robert Mateja                                |
| 1997  | Szczyrk        | Skalite, NS         | Robert Mateja                                                                           | Adam Małysz                                                                                       | Łukasz Kruczek                                                                                   |
| 1997  | Wisła          | Malinka, GS         | Adam Małysz                                                                             | Łukasz Kruczek                                                                                    | Bartłomiej Gąsienica-Sieczka                                                                     |
| 1997  | Zakopane       | Średnia Krokiew, NS | WKS ZakopaneWojciech Skupień Robert Mateja Andrzej Galica                               | Wisła UstroniankaAdam Małysz Grzegorz Śliwka Mirosław Kędzior                                     | WKS Zakopane IIIRafał Kuchta Kazimierz Bafia Stefan Habas                                        |
| 1998  | Zakopane       | Średnia Krokiew, NS | Robert Mateja                                                                           | Łukasz Kruczek                                                                                    | Andrzej Młynarczyk                                                                               |
| 1998  | Zakopane       | Wielka Krokiew, GS  | Robert Mateja                                                                           | Wojciech Skupień                                                                                  | Adam Małysz                                                                                      |
| 1998  | Zakopane       | Średnia Krokiew, NS | Wisła UstroniankaAdam Małysz Grzegorz Śliwka Aleksander Bojda                           | Start Krokiew ZakopaneKrystian Długopolski Marcin Sitarz Andrzej Młynarczyk                       | LKS Klimczok BystraŁukasz Kruczek Mariusz Maciaś Przemysław Kruczek                              |
| 1999  | Szczyrk        | Skalite, NS         | Adam Małysz                                                                             | Łukasz Kruczek                                                                                    | Marek Gwóźdź                                                                                     |
| 1999  | Wisła          | Malinka, GS         | Robert Mateja                                                                           | Adam Małysz                                                                                       | Łukasz Kruczek                                                                                   |
| 1999  | Szczyrk        | Skalite, NS         | WKS ZakopaneWojciech Skupień Marek Gwóźdź Marcin Bachleda                               | Start Krokiew ZakopaneKrystian Długopolski Grzegorz Sobczyk Andrzej Młynarczyk                    | LKS Klimczok BystraŁukasz Kruczek Mariusz Maciaś Bartłomiej Nikiel                               |
| 2000  | Zakopane       | Średnia Krokiew, NS | Adam Małysz                                                                             | Wojciech Skupień                                                                                  | Robert Mateja                                                                                    |
| 2000  | Zakopane       | Wielka Krokiew, GS  | Adam Małysz                                                                             | Wojciech Skupień                                                                                  | Robert Mateja                                                                                    |
| 2000  | Zakopane       | Średnia Krokiew, NS | Wisła UstroniankaAdam Małysz Tomisław Tajner Wojciech Tajner                            | WKS ZakopaneDaniel Bachleda Andrzej Galica Wojciech Skupień                                       | TS Wisła ZakopaneTomasz Pochwała Kazimierz Bafia Robert Mateja                                   |
| 2001  | Szczyrk        | Skalite, NS         | Łukasz Kruczek                                                                          | Wojciech Skupień                                                                                  | Tomisław Tajner                                                                                  |
| 2001  | Wisła          | Malinka, GS         | Wojciech Skupień                                                                        | Robert Mateja                                                                                     | Tomasz Pochwała                                                                                  |
| 2001  | Szczyrk        | Skalite, NS         | TS Wisła ZakopaneTomasz Pochwała Robert Mateja Krystian Długopolski                     | WKS Zakopane IGrzegorz Sobczyk Daniel Bachleda Wojciech Skupień                                   | WKS Zakopane IIPaweł Kruczek Marcin Bachleda Rafał Kuchta                                        |
| 2002  | Zakopane       | Średnia Krokiew, NS | Adam Małysz                                                                             | Marcin Bachleda                                                                                   | Wojciech Skupień                                                                                 |
| 2002  | Zakopane       | Wielka Krokiew, GS  | Adam Małysz                                                                             | Tomasz Pochwała                                                                                   | Robert Mateja                                                                                    |
| 2002  | Zakopane       | Średnia Krokiew, NS | Wisła UstroniankaAdam Małysz Tomisław Tajner Grzegorz Śliwka                            | WKS ZakopaneDaniel Bachleda Marcin Bachleda Wojciech Skupień                                      | TS Wisła ZakopaneMaciej Maciusiak Krystian Długopolski Robert Mateja                             |
| 2003  | Szczyrk        | Skalite, NS         | Adam Małysz                                                                             | Łukasz Kruczek                                                                                    | Marcin Bachleda                                                                                  |
| 2003  | Zakopane       | Wielka Krokiew, GS  | Adam Małysz                                                                             | Wojciech Tajner                                                                                   | Mateusz Rutkowski                                                                                |
| 2003  | Szczyrk        | Skalite, NS         | WKS ZakopaneWojciech Skupień Grzegorz Sobczyk Marcin Bachleda                           | Wisła UstroniankaGrzegorz Śliwka Wojciech Tajner Tomisław Tajner                                  | AZS AWF KatowiceKrystian Długopolski Tomasz Pochwała Łukasz Kruczek                              |
| 2004  | Karpacz        | Orlinek, NS         | Adam Małysz                                                                             | Mateusz Rutkowski                                                                                 | Dawid Kowal                                                                                      |
| 2004  | Zakopane       | Wielka Krokiew, GS  | Adam Małysz                                                                             | Mateusz Rutkowski                                                                                 | Robert Mateja                                                                                    |
| 2004  | Karpacz        | Orlinek, NS         | AZS AWF KatowiceKrystian Długopolski Tomisław Tajner Maciej Maciusiak Tomasz Pochwała   | Wisła UstroniankaPrzemysław Wyrwa Grzegorz Śliwka Rafał Śliż Wojciech Tajner                      | Start Krokiew ZakopaneKrzysztof Styrczula Paweł Urbański Sebastian Toczek Dawid Kowal            |
| 2005  | Szczyrk        | Skalite, NS         | Adam Małysz                                                                             | Krystian Długopolski                                                                              | Kamil Stoch                                                                                      |
| 2005  | Zakopane       | Wielka Krokiew, GS  | Adam Małysz                                                                             | Kamil Stoch                                                                                       | Wojciech Skupień                                                                                 |
| 2005  | Szczyrk        | Skalite, NS         | Wisła UstroniankaAdam Małysz Piotr Żyła Rafał Śliż Wojciech Tajner                      | AZS AWF KatowiceKrystian Długopolski Tomisław Tajner Marcin Bachleda Tomasz Pochwała              | Start Krokiew ZakopaneKrzysztof Styrczula Paweł Urbański Wojciech Topór Marek Michniak           |
| 2006  | Zakopane       | Średnia Krokiew, NS | Adam Małysz                                                                             | Kamil Stoch                                                                                       | Stefan Hula                                                                                      |
| 2006  | Zakopane       | Wielka Krokiew, GS  | Robert Mateja                                                                           | Adam Małysz                                                                                       | Kamil Stoch                                                                                      |
| 2006  | Zakopane       | Wielka Krokiew, GS  | Wisła UstroniankaAdam Małysz Piotr Żyła Rafał Śliż Wojciech Tajner                      | TS Wisła ZakopaneRobert Mateja Łukasz Rutkowski Mateusz Rutkowski Wojciech Skupień                | AZS AWF KatowiceKrzysztof Styrczula Tomisław Tajner Marcin Bachleda Tomasz Pochwała              |
| 2007  | Szczyrk        | Skalite, NS         | Adam Małysz                                                                             | Kamil Stoch                                                                                       | Piotr Żyła                                                                                       |
| 2007  | Zakopane       | Wielka Krokiew, GS  | Kamil Stoch                                                                             | Klemens Murańka                                                                                   | Krzysztof Miętus                                                                                 |
| 2007  | Szczyrk        | Skalite, NS         | Wisła UstroniankaAdam Małysz Piotr Żyła Rafał Śliż Artur Broda                          | TS Wisła ZakopaneRobert Mateja Tomasz Pochwała Mateusz Rutkowski Wojciech Skupień                 | AZS AWF KatowiceKrzysztof Styrczula Tomisław Tajner Marcin Bachleda Mateusz Wantulok             |
| 2008  | Zakopane       | Średnia Krokiew, NS | Adam Małysz                                                                             | Robert Mateja                                                                                     | Marcin Bachleda                                                                                  |
| 2008  | Zakopane       | Wielka Krokiew, GS  | Adam Małysz                                                                             | Robert Mateja                                                                                     | Krzysztof Miętus                                                                                 |
| 2008  | Zakopane       | Średnia Krokiew, NS | TS Wisła ZakopaneMarcin Bachleda Łukasz Rutkowski Robert Mateja Wojciech Skupień        | Wisła UstroniankaAdam Małysz Piotr Żyła Rafał Śliż Mateusz Cieślar                                | Start Krokiew ZakopaneDawid Kowal Grzegorz Miętus Krzysztof Miętus Maciej Kot                    |
| 2009  | Szczyrk        | Skalite, NS         | Adam Małysz                                                                             | Kamil Stoch                                                                                       | Stefan Hula                                                                                      |
| 2009  | Wisła          | Malinka, GS         | Kamil Stoch                                                                             | Łukasz Rutkowski                                                                                  | Piotr Żyła                                                                                       |
| 2009  | Szczyrk        | Skalite, NS         | Wisła UstroniankaAdam Małysz Piotr Żyła Rafał Śliż Adam Cieślar                         | TS Wisła ZakopaneMarcin Bachleda Łukasz Rutkowski Klemens Murańka Dawid Kubacki                   | Start Krokiew ZakopaneGrzegorz Miętus Krzysztof Miętus Maciej Kot Jakub Kot                      |
| 2010  | Zakopane       | Średnia Krokiew, NS | ausgefallen (Einzel)                                                                    | ausgefallen (Einzel)                                                                              | ausgefallen (Einzel)                                                                             |
| 2010  | Zakopane       | Wielka Krokiew, GS  | Adam Małysz                                                                             | Kamil Stoch                                                                                       | Stefan Hula                                                                                      |
| 2010  | Zakopane       | Średnia Krokiew, NS | ausgefallen (Team)                                                                      | ausgefallen (Team)                                                                                | ausgefallen (Team)                                                                               |
| 2011  | Szczyrk        | Skalite, NS         | Kamil Stoch                                                                             | Tomasz Byrt                                                                                       | Rafał Śliż                                                                                       |
| 2011  | Wisła          | Malinka, GS         | Kamil Stoch                                                                             | Piotr Żyła                                                                                        | Stefan Hula                                                                                      |
| 2011  | Szczyrk        | Skalite, NS         | TS Wisła ZakopaneMarcin Bachleda Łukasz Rutkowski Klemens Murańka Dawid Kubacki         | Wisła UstroniankaAleksander Zniszczoł Piotr Żyła Tomasz Byrt Adam Cieślar                         | AZS ZakopaneGrzegorz Miętus Krzysztof Miętus Maciej Kot Andrzej Zapotoczny                       |
| 2012  | Zakopane       | Średnia Krokiew, NS | ausgefallen (Einzel)                                                                    | ausgefallen (Einzel)                                                                              | ausgefallen (Einzel)                                                                             |
| 2012  | Zakopane       | Wielka Krokiew, GS  | Kamil Stoch                                                                             | Bartłomiej Kłusek                                                                                 | Dawid Kubacki                                                                                    |
| 2012  | Zakopane       | Wielka Krokiew, GS  | AZS ZakopaneAndrzej Zapotoczny Krzysztof Miętus Maciej Kot Kamil Stoch                  | TS Wisła ZakopaneŁukasz Rutkowski Marcin Bachleda Dawid Kubacki Klemens Murańka                   | Wisła UstroniankaRafał Śliż Tomasz Byrt Aleksander Zniszczoł Piotr Żyła                          |
| 2013  |                | Normalschanze       | nicht ausgetragen                                                                       | nicht ausgetragen                                                                                 | nicht ausgetragen                                                                                |
| 2013  | Wisła          | Malinka, GS         | Maciej Kot                                                                              | Kamil Stoch                                                                                       | Piotr Żyła                                                                                       |
| 2013  | Wisła          | Malinka, GS         | AZS ZakopaneGrzegorz Miętus Jakub Kot Krzysztof Miętus Maciej Kot                       | Wisła UstroniankaArtur Kukuła Aleksander Zniszczoł Rafał Śliż Piotr Żyła                          | TS Wisła ZakopaneAndrzej Gąsienica Tomasz Pochwała Klemens Murańka Dawid Kubacki                 |
| 2014  | Szczyrk        | Skalite, NS         | ausgefallen (Einzel)                                                                    | ausgefallen (Einzel)                                                                              | ausgefallen (Einzel)                                                                             |
| 2014  | Wisła          | Malinka, GS         | Piotr Żyła                                                                              | Adam Ruda                                                                                         | Jan Ziobro                                                                                       |
| 2014  | Wisła          | Malinka, GS         | ausgefallen (Team)                                                                      |                                                                                                   |                                                                                                  |
| 2015  | Zakopane       | Wielka Krokiew, GS  | Kamil Stoch                                                                             | Andrzej Stękała                                                                                   | Piotr Żyła                                                                                       |
| 2015  | Zakopane       | Wielka Krokiew, GS  | AZS ZakopaneMaciej Kot Andrzej Stękała Jakub Kot Andrzej Zapotoczny                     | WSS Wisła w WiśleAleksander Zniszczoł Piotr Żyła Tomasz Byrt Artur Kukuła                         | TS Wisła ZakopaneKlemens Murańka Dawid Kubacki Andrzej Gąsienica Dawid Jarząbek                  |
| 20161 | Wisła          | Malinka, GS         | Maciej Kot                                                                              | Stefan Hula                                                                                       | Kamil Stoch                                                                                      |
| 20161 | Wisła          | Malinka, GS         | AZS ZakopaneGrzegorz Miętus Jakub Kot Andrzej Stękała Maciej Kot                        | TS Wisła ZakopaneDawid Jarząbek Łukasz Rutkowski Klemens Murańka Dawid Kubacki                    | WSS WisłaTomasz Byrt Artur Kukuła Aleksander Zniszczoł Piotr Żyła                                |
| 20162 | Zakopane       | Wielka Krokiew, GS  | Piotr Żyła                                                                              | Dawid Kubacki                                                                                     | Maciej Kot                                                                                       |
| 2017  | Wisła          | Malinka, GS         | Stefan Hula                                                                             | Piotr Żyła                                                                                        | Kamil Stoch                                                                                      |
| 2018  | Zakopane       | Wielka Krokiew, GS  | Kamil Stoch                                                                             | Dawid Kubacki                                                                                     | Stefan Hula                                                                                      |
| 2019  | Wisła          | Malinka, GS         | abgesagt (Einzel)                                                                       | abgesagt (Einzel)                                                                                 | abgesagt (Einzel)                                                                                |
| 2020  | Wisła          | Malinka, GS         | Tomasz Pilch                                                                            | Dawid Kubacki                                                                                     | Andrzej Stękała                                                                                  |
| 2021  | Zakopane       | Wielka Krokiew, GS  | Kamil Stoch                                                                             | Piotr Żyła                                                                                        | Paweł Wąsek                                                                                      |
| 2022  | Wisła          | Malinka, GS         | Kamil Stoch                                                                             | Piotr Żyła                                                                                        | Paweł Wąsek                                                                                      |
| 2023  | Zakopane       | Wielka Krokiew, GS  | abgesagt (Einzel)                                                                       | abgesagt (Einzel)                                                                                 | abgesagt (Einzel)                                                                                |
| 20251 | Zakopane       | Wielka Krokiew, GS  | Paweł Wąsek                                                                             | Kamil Stoch                                                                                       | Jakub Wolny                                                                                      |

### Sommermeisterschaften (seit 1996)
Seit dem Sommer 1996 wurden 42 Wettbewerbe abgehalten, wovon 23 Einzelwettkämpfe von der Normalschanze und elf Einzelspringen von der Großschanze waren. Es fanden neun Teamspringen statt, die fünfmal der AZS Zakopane gewinnen konnte. Die Średnia Krokiew war zunächst die einzige Schanze, die mit Matten belegt werden konnte und sommertauglich war, weshalb bis 2004 nur auf der Normalschanze in Zakopane gesprungen wurde. Die Mattenbelegung der Wielka Krokiew fand erst 2004 statt, doch wird sie seitdem regelmäßig für die Meisterschaften verwendet. Von der Malinka konnte erst nach ihrem Umbau 2008 im Sommer gesprungen werden. Auch die Skalite-Schanzen sind inzwischen mit Matten belegt. Am 29. Oktober 2021 fanden auf der stark umgebauten Średnia Krokiew erneut Meisterschaften statt.
Stand: 11. Januar 2025
| Jahr | Austragungsort    | Schanze             | Meister                                                                            | Zweiter                                                                         | Dritter                                                                              |
| ---- | ----------------- | ------------------- | ---------------------------------------------------------------------------------- | ------------------------------------------------------------------------------- | ------------------------------------------------------------------------------------ |
| 1996 | Zakopane          | Średnia Krokiew, NS | Adam Małysz                                                                        | Wojciech Skupień                                                                | Robert Mateja Łukasz Kruczek                                                         |
| 1997 | Zakopane          | Średnia Krokiew, NS | Adam Małysz                                                                        | Krystian Długopolski                                                            | Wojciech Skupień                                                                     |
| 1998 | Zakopane          | Średnia Krokiew, NS | Krystian Długopolski                                                               | Robert Mateja                                                                   | Łukasz Kruczek                                                                       |
| 1999 | Zakopane          | Średnia Krokiew, NS | Adam Małysz Robert Mateja                                                          | –                                                                               | Łukasz Kruczek                                                                       |
| 2000 | Zakopane          | Średnia Krokiew, NS | Robert Mateja                                                                      | Wojciech Skupień                                                                | Adam Małysz                                                                          |
| 2001 | Zakopane          | Średnia Krokiew, NS | Adam Małysz                                                                        | Wojciech Skupień                                                                | Robert Mateja                                                                        |
| 2002 | Zakopane          | Średnia Krokiew, NS | Marcin Bachleda                                                                    | Wojciech Skupień                                                                | Tomasz Pochwała                                                                      |
| 2003 | Zakopane          | Średnia Krokiew, NS | Adam Małysz                                                                        | Robert Mateja                                                                   | Krystian Długopolski                                                                 |
| 2004 | Zakopane          | Średnia Krokiew, NS | Adam Małysz                                                                        | Robert Mateja                                                                   | Mateusz Rutkowski                                                                    |
| 2004 | Zakopane          | Wielka Krokiew, GS  | Adam Małysz                                                                        | Robert Mateja                                                                   | Krystian Długopolski                                                                 |
| 2005 | Zakopane          | Średnia Krokiew, NS | Adam Małysz                                                                        | Marcin Bachleda                                                                 | Robert Mateja                                                                        |
| 2005 | Zakopane          | Wielka Krokiew, GS  | Adam Małysz                                                                        | Marcin Bachleda                                                                 | Robert Mateja                                                                        |
| 2006 | Zakopane          | Średnia Krokiew, NS | Adam Małysz                                                                        | Kamil Stoch                                                                     | Stefan Hula                                                                          |
| 2006 | Zakopane          | Wielka Krokiew, GS  | Adam Małysz                                                                        | Stefan Hula                                                                     | Wojciech Skupień                                                                     |
| 2007 | Zakopane          | Średnia Krokiew, NS | Adam Małysz                                                                        | Kamil Stoch                                                                     | Klemens Murańka                                                                      |
| 2007 | Zakopane          | Wielka Krokiew, GS  | Adam Małysz                                                                        | Marcin Bachleda                                                                 | Kamil Stoch                                                                          |
| 2008 |                   | Normalschanze       | nicht ausgetragen                                                                  | nicht ausgetragen                                                               |                                                                                      |
| 2008 | Wisła             | Malinka, GS         | Adam Małysz                                                                        | Łukasz Rutkowski                                                                | Marcin Bachleda                                                                      |
| 2008 | Wisła             | Malinka, GS         | TS Wisła ZakopaneWojciech Skupień Klemens Murańka Marcin Bachleda Łukasz Rutkowski | Wisła UstroniankaPaweł Słowiok Rafał Śliż Piotr Żyła Adam Małysz                | Start Krokiew ZakopaneJakub Kot Wojciech Gąsienica-Kotelnicki Kamil Kowal Maciej Kot |
| 2009 | Zakopane          | Średnia Krokiew, NS | Adam Małysz                                                                        | Łukasz Rutkowski                                                                | Kamil Stoch                                                                          |
| 2009 | Zakopane          | Wielka Krokiew, GS  | Adam Małysz                                                                        | Łukasz Rutkowski                                                                | Grzegorz Miętus                                                                      |
| 2010 | Szczyrk           | Skalite, NS         | Adam Małysz                                                                        | Kamil Stoch                                                                     | Stefan Hula                                                                          |
| 2010 | Wisła             | Malinka, GS         | Adam Małysz                                                                        | Kamil Stoch                                                                     | Maciej Kot                                                                           |
| 2010 | Szczyrk           | Skalite, NS         | AZS ZakopaneAndrzej Zapotoczny Krzysztof Miętus Maciej Kot Kamil Stoch             | Wisła UstroniankaAleksander Zniszczoł Tomasz Byrt Piotr Żyła Adam Małysz        | TS Wisła ZakopaneKlemens Murańka Marcin Bachleda Łukasz Rutkowski Dawid Kubacki      |
| 2011 | Zakopane          | Średnia Krokiew, NS | ausgefallen (Einzel)                                                               | ausgefallen (Einzel)                                                            | ausgefallen (Einzel)                                                                 |
| 2011 | Zakopane          | Wielka Krokiew, GS  | Kamil Stoch                                                                        | Krzysztof Miętus                                                                | Piotr Żyła                                                                           |
| 2012 | Wisła             | Malinka, GS         | Maciej Kot                                                                         | Krzysztof Biegun                                                                | Kamil Stoch                                                                          |
| 2013 | Szczyrk           | Skalite, NS         | Dawid Kubacki                                                                      | Krzysztof Biegun Klemens Murańka                                                | –                                                                                    |
| 2013 | Zakopane          | Wielka Krokiew, GS  | Jan Ziobro                                                                         | Maciej Kot                                                                      | Dawid Kubacki                                                                        |
| 2014 | Szczyrk           | Skalite, NS         | Piotr Żyła                                                                         | Kamil Stoch                                                                     | Bartłomiej Kłusek                                                                    |
| 2014 | Wisła             | Malinka, GS         | Kamil Stoch                                                                        | Piotr Żyła                                                                      | Jakub Wolny                                                                          |
| 2014 | Wisła             | Malinka, GS         | AZS ZakopaneGrzegorz Miętus Krzysztof Miętus Andrzej Zapotoczny Maciej Kot         | TS Wisła ZakopaneAndrzej Gąsienica Dawid Jarząbek Klemens Murańka Dawid Kubacki | WKS ZakopaneMarcin Budz Stefan Hula Jan Ziobro Kamil Stoch                           |
| 2015 | Szczyrk           | Skalite, NS         | Dawid Kubacki                                                                      | Maciej Kot                                                                      | Andrzej Stękała                                                                      |
| 2015 | Wisła             | Malinka, GS         | Dawid Kubacki                                                                      | Klemens Murańka                                                                 | Maciej Kot                                                                           |
| 2015 | Szczyrk           | Skalite, NS         | AZS ZakopaneMaciej Kot Krzysztof Leja Andrzej Stękała Andrzej Zapotoczny           | TS Wisła ZakopaneAndrzej Gąsienica Dawid Jarząbek Klemens Murańka Dawid Kubacki | WSS WisłaTomasz Byrt Artur Kukuła Aleksander Zniszczoł Piotr Żyła                    |
| 2016 | Wisła             | Malinka, GS         | Maciej Kot                                                                         | Kamil Stoch                                                                     | Klemens Murańka                                                                      |
| 2016 | Wisła             | Malinka, GS         | AZS ZakopaneMaciej Kot Krzysztof Leja Krzysztof Miętus Andrzej Stękała             | WSS WisłaTomasz Pilch Paweł Wąsek Aleksander Zniszczoł Piotr Żyła               | LKS Klimczok BystraPrzemysław Kantyka Bartłomiej Kłusek Piotr Kudzia Jakub Wolny     |
| 2017 | nicht ausgetragen | nicht ausgetragen   | nicht ausgetragen                                                                  | nicht ausgetragen                                                               | nicht ausgetragen                                                                    |
| 2018 | Zakopane          | Wielka Krokiew, GS  | Dawid Kubacki                                                                      | Piotr Żyła                                                                      | Kamil Stoch                                                                          |
| 2019 | Szczyrk           | Skalite, NS         | Piotr Żyła                                                                         | Kamil Stoch                                                                     | Stefan Hula                                                                          |
| 2019 | Szczyrk           | Skalite, NS         | AZS ZakopaneMateusz Gruszka Krzysztof Leja Andrzej Stękała Maciej Kot              | WSS WisłaArtur Kukuła Bartosz Czyż Szymon Jojko Tomasz Pilch                    | TS Wisła ZakopaneKlemens Murańka Dawid Jarząbek Adam Niżnik Dawid Kubacki            |
| 2020 | Szczyrk           | Skalite, NS         | Dawid Kubacki                                                                      | Andrzej Stękała                                                                 | Klemens Murańka                                                                      |
| 2020 | Szczyrk           | Skalite, NS         | WSS WisłaPiotr Żyła Kacper Juroszek Paweł Wąsek Aleksander Zniszczoł               | AZS ZakopaneMateusz Gruszka Stanisław Ciszek Andrzej Stękała Maciej Kot         | TS Wisła ZakopaneKlemens Murańka Dawid Jarząbek Jan Rzadkosz Dawid Kubacki           |
| 2021 | Zakopane          | Średnia Krokiew, NS | Piotr Żyła                                                                         | Klemens Murańka                                                                 | Dawid Kubacki Tomasz Pilch                                                           |
| 2021 | Zakopane          | Średnia Krokiew, NS | WSS WisłaAleksander Zniszczoł Paweł Wąsek Tomasz Pilch Piotr Żyła                  | TS Wisła ZakopaneŁukasz Łukaszczyk Adam Niżnik Klemens Murańka Dawid Kubacki    | AZS ZakopaneMaciej Kot Krzysztof Leja Marcin Wróbel Andrzej Stękała                  |
| 2022 | Zakopane          | Średnia Krokiew, NS | Dawid Kubacki                                                                      | Piotr Żyła                                                                      | Stefan Hula                                                                          |
| 2022 | Zakopane          | Średnia Krokiew, NS | TS Wisła ZakopaneŁukasz Łukaszczyk Adam Niżnik Klemens Murańka Dawid Kubacki       | WSS WisłaAleksander Zniszczoł Tomasz Pilch Paweł Wąsek Piotr Żyła               | AZS ZakopaneTymoteusz Amilkiewicz Andrzej Stękała Marcin Wróbel Maciej Kot           |
| 2023 | Szczyrk           | Skalite NS          | Dawid Kubacki                                                                      | Piotr Żyła                                                                      | Kamil Stoch                                                                          |
| 2023 | Szczyrk           | Skalite NS          | WSS WisłaTomasz Pilch Paweł Wąsek Aleksander Zniszczoł Piotr Żyła                  | TS Wisła ZakopaneDawid Kubacki Klemens Murańka Adam Niżnik Kacper Jarząbek      | AZS ZakopaneAndrzej Stękała Maciej Kot Marcin Wróbel Tymoteusz Amilikiewicz          |
| 2024 | Zakopane          | Średnia Krokiew, NS | Klemens Joniak                                                                     | Paweł Wąsek                                                                     | Dawid Kubacki                                                                        |
| 2024 | Zakopane          | Średnia Krokiew, NS | WSS WisłaAleksander Zniszczoł Tomasz Pilch Piotr Żyła Paweł Wąsek                  | AZS ZakopaneMateusz Gruszka Tymoteusz Amilikiewicz Andrzej Stękała Maciej Kot   | TS Wisła ZakopaneŁukasz Łukaszczyk Kacper Jarząbek Adam Niżnik Dawid Kubacki         |

## Frauen
Es fanden bisher acht Sommermeisterschaften sowie vier Wintermeisterschaften statt. Nachdem zunächst alle Wettkämpfe auf einer der Skalite-Schanzen in Szczyrk ausgetragen wurden, war 2019 erstmals Zakopane Austragungsort, als auf der Mała Krokiew gesprungen wurde. Im Februar 2020 wurden erstmals auch die Wintermeisterschaften auf der Normalschanze veranstaltet. Bei den Meisterschaften im Dezember 2020 wurde zum ersten Mal eine polnische Meisterin von der Großschanze sowie in Wisła gekürt.
Stand: 22. Dezember 2020

### Wintermeisterschaften
| Jahr  | Austragungsort    | Schanze            | Meisterin                | Zweite                   | Dritte            |
| ----- | ----------------- | ------------------ | ------------------------ | ------------------------ | ----------------- |
| 1922  | Worochta          | Avangard           | Michalewska Zietkewicz   | -                        | -                 |
| 2016  | Szczyrk           | Skalite, MS        | Kinga Rajda              | Magdalena Pałasz         | Joanna Szwab      |
| 2017  | nicht ausgetragen | nicht ausgetragen  | nicht ausgetragen        | nicht ausgetragen        | nicht ausgetragen |
| 2018  | Szczyrk           | Skalite, MS        | Anna Twardosz            | Magdalena Pałasz         | Kinga Rajda       |
| 2019  | Zakopane          | Mała Krokiew, MS   | Joanna Szwab             | Anna Twardosz            | Joanna Kil        |
| 20201 | Szczyrk           | Skalite, NS        | Kinga Rajda Joanna Szwab |                          | Anna Twardosz     |
| 20202 | Wisła             | Malinka, GS        | Kamila Karpiel           | Kinga Rajda Joanna Szwab |                   |
| 2021  | Zakopane          | Wielka Krokiew, GS | Nicole Konderla          | Kinga Rajda              | Anna Twardosz     |
| 2022  | nicht ausgetragen | nicht ausgetragen  | nicht ausgetragen        | nicht ausgetragen        | nicht ausgetragen |
| 2023  | nicht ausgetragen | nicht ausgetragen  | nicht ausgetragen        | nicht ausgetragen        | nicht ausgetragen |
| 2025  | Zakopane          | Wielka Krokiew, GS | Anna Twardosz            | Pola Bełtowska           | Nicole Konderla   |

### Sommermeisterschaften
| Jahr | Austragungsort | Schanze             | Meisterin        | Zweite           | Dritte           |
| ---- | -------------- | ------------------- | ---------------- | ---------------- | ---------------- |
| 2014 | Szczyrk        | Skalite, MS         | Magdalena Pałasz | Joanna Szwab     | Kinga Rajda      |
| 2015 | Szczyrk        | Skalite, NS         | Kinga Rajda      | Magdalena Pałasz | Joanna Szwab     |
| 2016 | Szczyrk        | Skalite, MS         | Anna Twardosz    | Kinga Rajda      | Magdalena Pałasz |
| 2017 | Szczyrk        | Skalite, NS         | Kamila Karpiel   | Kinga Rajda      | Magdalena Pałasz |
| 2018 | Szczyrk        | Skalite, MS         | Kamila Karpiel   | Anna Twardosz    | Joanna Szwab     |
| 2019 | Szczyrk        | Skalite, NS         | Kinga Rajda      | Joanna Szwab     | Nicole Konderla  |
| 2020 | Szczyrk        | Skalite, NS         | Joanna Szwab     | Kinga Rajda      | Anna Twardosz    |
| 2021 | Zakopane       | Średnia Krokiew, NS | Kamila Karpiel   | Nicole Konderla  | Kinga Rajda      |
| 2023 | Szczyrk        | Skalite NS          | Anna Twardosz    | Nicole Konderla  | Natalia Słowik   |
| 2024 | Zakopane       | Średnia Krokiew, NS | Anna Twardosz    | Nicole Konderla  | Natalia Słowik   |

## Medaillenstatistik
In den Medaillenstatistiken der erfolgreichsten Athletinnen und Athleten werden nur die Einzelergebnisse berücksichtigt. Die Skispringer haben bereits 180 Wettkämpfe abgehalten, die Skispringerinnen hingegen deren 15. In den Medaillenstatistiken der erfolgreichsten Vereine fließen alle Teamspringen ein. Insgesamt gab es 42 Teamwettbewerbe, davon 33 im Winter und neun im Sommer. Die Wettkämpfe wurden 26 Mal von der Normalschanze abgehalten.

Stand: 11. Januar 2025

### Erfolgreichste Athleten

#### Erfolgreichste Athleten im Winter
| Platz | Name               | Titel | Vize | Dritter | Gesamt |
| ----- | ------------------ | ----- | ---- | ------- | ------ |
| 01    | Adam Małysz        | 21    | 06   | 01      | 28     |
| 02    | Piotr Fijas        | 13    | 03   | 01      | 17     |
| 03    | Stanisław Marusarz | 11    | 01   | 01      | 13     |
| 04    | Kamil Stoch        | 09    | 07   | 04      | 19     |
| 05    | Stanisław Bobak    | 08    | 05   | 01      | 14     |
| 06    | Jan Kowal          | 07    | 08   | 01      | 16     |
| 07    | Józef Przybyła     | 06    | 03   | 02      | 11     |
| 08    | Robert Mateja      | 05    | 03   | 08      | 16     |
| 09    | Wojciech Skupień   | 04    | 06   | 02      | 12     |
| 10    | Bronisław Czech    | 04    | 02   | –       | 06     |

#### Erfolgreichste Athleten im Sommer
| Platz | Name                 | Titel | Vize | Dritter | Gesamt |
| ----- | -------------------- | ----- | ---- | ------- | ------ |
| 01    | Adam Małysz          | 18    | –    | 01      | 19     |
| 02    | Dawid Kubacki        | 07    | –    | 03      | 09     |
| 03    | Piotr Żyła           | 03    | 04   | 01      | 07     |
| 04    | Kamil Stoch          | 02    | 06   | 06      | 14     |
| 05    | Robert Mateja        | 02    | 04   | 04      | 10     |
| 06    | Maciej Kot           | 02    | 02   | 02      | 06     |
| 07    | Marcin Bachleda      | 01    | 03   | 01      | 05     |
| 08    | Krystian Długopolski | 01    | 01   | 02      | 04     |
| 09    | Jan Ziobro           | 01    | –    | –       | 01     |
| 09    | Klemens Joniak       | 01    | –    | –       | 01     |

#### Erfolgreichste Athleten Gesamt
| Platz | Name               | Titel | Vize | Dritter | Gesamt |
| ----- | ------------------ | ----- | ---- | ------- | ------ |
| 01    | Adam Małysz        | 39    | 06   | 02      | 47     |
| 02    | Piotr Fijas        | 13    | 03   | 01      | 17     |
| 04    | Kamil Stoch        | 11    | 13   | 09      | 33     |
| 04    | Stanisław Marusarz | 11    | 01   | 01      | 13     |
| 05    | Stanisław Bobak    | 08    | 05   | 01      | 14     |
| 06    | Jan Kowal          | 07    | 08   | 01      | 16     |
| 07    | Robert Mateja      | 07    | 07   | 12      | 26     |
| 08    | Dawid Kubacki      | 07    | 03   | 04      | 14     |
| 09    | Józef Przybyła     | 06    | 03   | 02      | 11     |
| 10    | Piotr Żyła         | 05    | 08   | 05      | 18     |
| 11    | Wojciech Skupień   | 04    | 10   | 04      | 18     |
| 12    | Maciej Kot         | 04    | 02   | 03      | 09     |
| 13    | Bronisław Czech    | 04    | 02   | –       | 06     |
| 14    | Adam Krzysztofiak  | 04    | 01   | 03      | 08     |
| 15    | Piotr Wala         | 03    | 03   | 03      | 09     |

### Erfolgreichste Athletinnen

#### Erfolgreichste Athletinnen im Winter
| Platz | Name             | Titel | Vize | Dritte | Gesamt |
| ----- | ---------------- | ----- | ---- | ------ | ------ |
| 01    | Kinga Rajda      | 02    | 02   | 01     | 05     |
| 02    | Anna Twardosz    | 02    | 01   | 02     | 05     |
| 03    | Joanna Szwab     | 02    | 01   | 01     | 04     |
| 04    | Nicole Konderla  | 01    | –    | 01     | 02     |
| 05    | Kamila Karpiel   | 01    | –    | –      | 01     |
| 06    | Magdalena Pałasz | –     | 02   | –      | 02     |
| 07    | Joanna Kil       | –     | –    | 01     | 01     |

#### Erfolgreichste Athletinnen im Sommer
| Platz | Name             | Titel | Vize | Dritte | Gesamt |
| ----- | ---------------- | ----- | ---- | ------ | ------ |
| 01    | Anna Twardosz    | 03    | 01   | 01     | 05     |
| 02    | Kamila Karpiel   | 03    | –    | –      | 03     |
| 03    | Kinga Rajda      | 02    | 03   | 02     | 07     |
| 04    | Joanna Szwab     | 01    | 02   | 02     | 05     |
| 05    | Magdalena Pałasz | 01    | 01   | 02     | 04     |
| 06    | Nicole Konderla  | –     | 03   | 01     | 04     |
| 07    | Natalia Słowik   | –     | –    | 02     | 02     |

#### Erfolgreichste Athletinnen Gesamt
| Platz | Name             | Titel | Vize | Dritte | Gesamt |
| ----- | ---------------- | ----- | ---- | ------ | ------ |
| 01    | Anna Twardosz    | 05    | 02   | 03     | 10     |
| 02    | Kinga Rajda      | 04    | 05   | 03     | 12     |
| 03    | Kamila Karpiel   | 04    | –    | –      | 04     |
| 04    | Joanna Szwab     | 03    | 03   | 03     | 09     |
| 05    | Magdalena Pałasz | 01    | 03   | 02     | 06     |
| 05    | Nicole Konderla  | 01    | 03   | 02     | 06     |
| 07    | Pola Bełtowska   | –     | 01   | –      | 01     |
| 08    | Natalia Słowik   | –     | –    | 02     | 02     |
| 09    | Joanna Kil       | –     | –    | 01     | 01     |

### Erfolgreichste Vereine

#### Erfolgreichste Vereine im Winter
| Platz | Verein                         | Titel | Vize | Dritter | Gesamt |
| ----- | ------------------------------ | ----- | ---- | ------- | ------ |
| 01    | WKS Zakopane                   | 12    | 06   | 03      | 21     |
| 02    | WSS Wisła                      | 08    | 08   | 03      | 19     |
| 03    | TS Wisła Zakopane              | 05    | 13   | 06      | 24     |
| 04    | AZS Zakopane                   | 04    | –    | 01      | 05     |
| 05    | Start Krokiew Zakopane         | 01    | 02   | 04      | 07     |
| 06    | LKS Skrzyczne Szczyrk          | 01    | 01   | 05      | 07     |
| 07    | KS AZS-AWF Katowice            | 01    | 01   | 03      | 05     |
| 08    | BBTS Włókniarz Bielsko – Biała | 01    | –    | 02      | 03     |
| 09    | Olimpia Goleszów               | –     | 02   | 03      | 05     |
| 10    | LKS Klimczok Bystra            | –     | –    | 03      | 03     |

#### Erfolgreichste Vereine im Sommer
| Platz | Verein                 | Titel | Vize | Dritter | Gesamt |
| ----- | ---------------------- | ----- | ---- | ------- | ------ |
| 01    | AZS Zakopane           | 05    | 02   | 03      | 10     |
| 02    | WSS Wisła              | 04    | 05   | 01      | 10     |
| 03    | TS Wisła Zakopane      | 02    | 04   | 04      | 10     |
| 04    | WKS Zakopane           | –     | –    | 01      | 01     |
| 04    | LKS Klimczok Bystra    | –     | –    | 01      | 01     |
| 04    | Start Krokiew Zakopane | –     | –    | 01      | 01     |

#### Erfolgreichste Vereine Gesamt
| Platz | Verein                         | Titel | Vize | Dritter | Gesamt |
| ----- | ------------------------------ | ----- | ---- | ------- | ------ |
| 02    | WSS Wisła                      | 12    | 13   | 04      | 29     |
| 02    | WKS Zakopane                   | 12    | 06   | 04      | 22     |
| 03    | AZS Zakopane                   | 09    | 02   | 04      | 15     |
| 04    | TS Wisła Zakopane              | 07    | 17   | 10      | 34     |
| 05    | Start Krokiew Zakopane         | 01    | 02   | 05      | 08     |
| 06    | LKS Skrzyczne Szczyrk          | 01    | 01   | 05      | 07     |
| 07    | KS AZS-AWF Katowice            | 01    | 01   | 03      | 05     |
| 08    | BBTS Włókniarz Bielsko – Biała | 01    | –    | 02      | 03     |
| 09    | Olimpia Goleszów               | –     | 02   | 03      | 05     |
| 10    | LKS Klimczok Bystra            | –     | –    | 04      | 04     |